# Casu Marzu

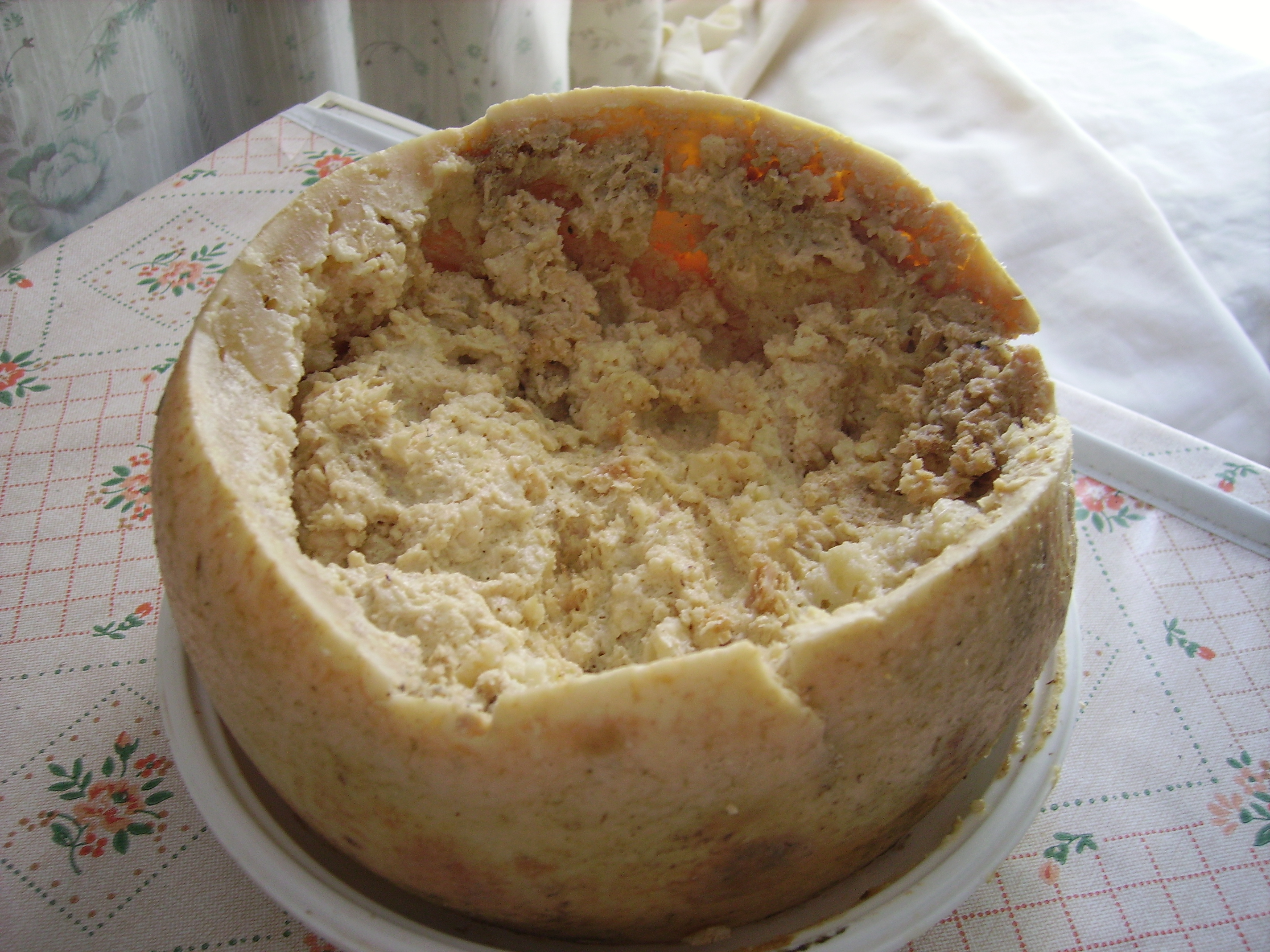
Casu Marzu

Casu Marzu ist ein überreifer Schafskäse aus Sardinien, der durch die „Käsefliege“ Piophila casei mit deren Eiern belegt wird und dadurch Maden enthält. Weitere Bezeichnungen sind:
- casu modde
- casu cundhídu oder
- formaggio marcio (italienisch)

Die Bezeichnung „Casu Marzu“ bedeutet verdorbener Käse und entstammt einem sardischen Dialekt. Auf Korsika in Sartène wird dieser Käse unter dem Namen casgiu merzu hergestellt.

## Herstellung und Verzehr
Der Herstellungsprozess ist von jenem des pecorino sardo abgeleitet, jedoch legen zusätzlich Käsefliegen der Art Piophila casei bei der Herstellung ihre Eier auf dem Käse ab. Die Maden dringen in den Käse ein und wandeln ihn durch Verdauung um, sodass er eine cremige Konsistenz und ein kräftiges Aroma bekommt und eine Flüssigkeit absondert, die lacrima („Träne“) genannt wird. Beim Verzehr befinden sich die lebenden Maden im Käse und werden mitgegessen. Da die Larven dieser Art teilweise gegenüber Magensäure resistent sind, gelangen sie in den Verdauungstrakt und können dort eine Myiasis verursachen.
Casu Marzu isst man pur, teils aber auch mit dem sardischen Brot Pane carasau.
Seit dem Jahr 2005 sind die industrielle Produktion und der Vertrieb nach dem EU-Lebensmittelrecht verboten. Es bestehen jedoch Bestrebungen, durch hygienische Maßnahmen sicherzustellen, dass die Fliegen nicht auch in Kontakt mit Kadavern kommen, bevor sie sich auf dem Käse niederlassen können.